# Râul Valea Răchițele
Râul Valea Răchițele este unul din brațele care formează râul râului Rândibou. 